# Roger David Nussbaum
Roger David Nussbaum (* 29. Januar 1944 in Philadelphia) ist ein US-amerikanischer Mathematiker, der sich mit nichtlinearer Funktionalanalysis und Differentialgleichungen befasst.
Nussbaum studierte an der Harvard University mit dem Bachelor-Abschluss 1965 und wurde 1969 bei Felix Browder an der University of Chicago promoviert (The Fixed Point Index and Fixed Point Theorems for K-Set Contractions). Er ist seit 1969 Assistant Professor, seit 1973 Associate Professor und seit 1977 Professor an der Rutgers University. Er ist Fellow der American Mathematical Society.

## Schriften
- mit Bas Lemmens: Nonlinear Perron-Frobenius Theory. Cambridge Tracts in Mathematics, Cambridge University Press, 2012.
- mit S. M. Verduyn-Lunel: Generalizations of the Perron-Frobenius Theorem for Nonlinear Maps. Memoirs AMS, 1999.
- mit Heinz-Otto Peitgen: Special and Spurious Solutions of {\displaystyle {\dot {x}}(t)=-\alpha f(x(t-1))}. Memoirs AMS, 1984.
- mit Patrick Fitzpatrick, Jean Mawhin, Mario Martelli: Topological Methods for Ordinary Differential Equations. CIME Lectures, Montecacini Terme 1991, Lecture Notes in Mathematics 1537, Springer Verlag 1993.
- Hilbert’s projective metric and iterated nonlinear maps. 2 Bände, AMS, 1988.
- Differential-delay equations with two time lags. Memoirs, AMS, 1978.